# Epipactis purpurata
L'elleborina purpurea (Epipactis purpurata Sm., 1828) è una piccola pianta erbacea perenne dai delicati fiori, appartenente alla famiglia delle Orchidacee.

## Etimologia
Il termine Epipactis si trova per la prima volta negli scritti di Dioscoride Pedanio (Anazarbe in Cilicia, 40 circa - 90 circa) che fu un medico, botanico e farmacista greco antico che esercitò a Roma ai tempi dell'imperatore Nerone. L'origine di questo termine è sicuramente greco, però l'etimologia esatta ci rimane oscura (qualche testo lo traduce con “crescere sopra”). Sembra comunque che in origine sia stato usato per alcune specie del genere Helleborus. In tempi moderni il nome del genere fu creato dal botanico e anatomista germanico Johann Gottfried Zinn (1727 – 1759), membro tra l'altro dell'Accademia delle Scienze di Berlino, in una pubblicazione specifica sul genere Epipactis nel 1757. 

L'epiteto specifico (helleborine) deriva da una certa rassomiglianza con le foglie di alcuni “Ellebori” (Elleboro bianco o falso elleboro – Veratrum album).

Il binomio scientifico attualmente accettato (Epipactis purpurata) è stato proposto dal entomologo e botanico inglese, fondatore e primo presidente della Linnean Society di Londra Sir James Edward Smith (1759 – 1828) in una pubblicazione del 1828.

In lingua tedesca questa pianta si chiama Violette Sumpfwurz'; in francese si chiama Épipactis pourprée; in inglese si chiama Violet Helleborine.

## Descrizione

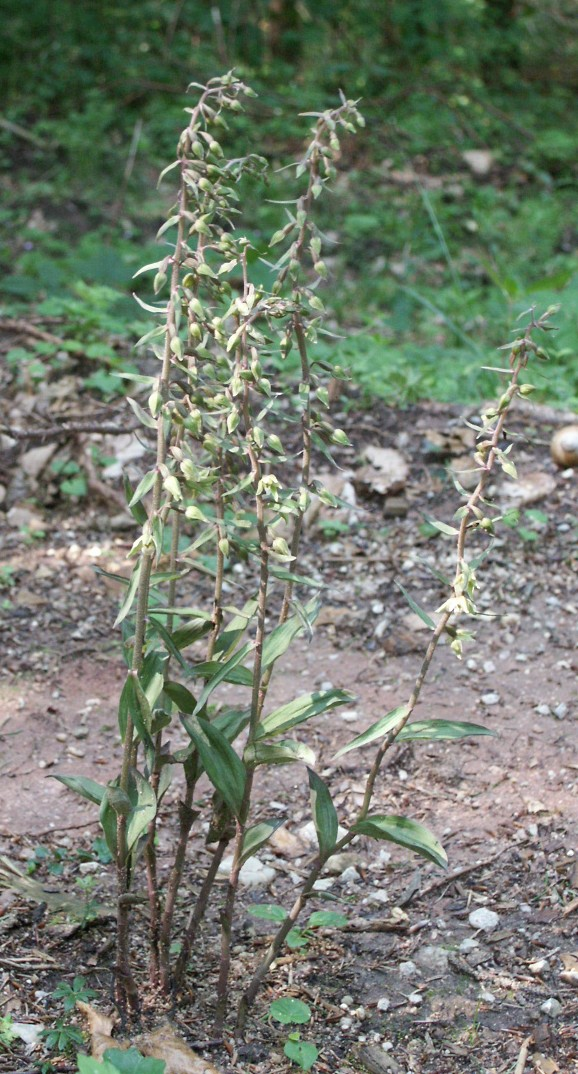
Il portamento

È una pianta erbacea perenne alta normalmente da 20 a 70 cm. La forma biologica di questa orchidea è geofita rizomatosa (G rizh), ossia è una piante con un particolare fusto sotterraneo, detto rizoma, che ogni anno si rigenera con nuove radici e fusti avventizi. Queste piante, contrariamente ad altri generi delle orchidee, non sono “epifite”, ossia non vivono a spese di altri vegetali di maggiori proporzioni (hanno cioè un proprio rizoma). Tutta la pianta è sfumata di violaceo.

### Radici
Le radici sono secondarie da rizoma.

### Fusto
- Parte ipogea: la parte sotterranea consiste in un breve rizoma.
- Parte epigea: la parte aerea è fogliosa, eretta e semplice a sezione cilindrica. La superficie è densamente pubescente nella parte superiore. A volte più fusti sono riuniti in un'unica pianta.

### Foglie

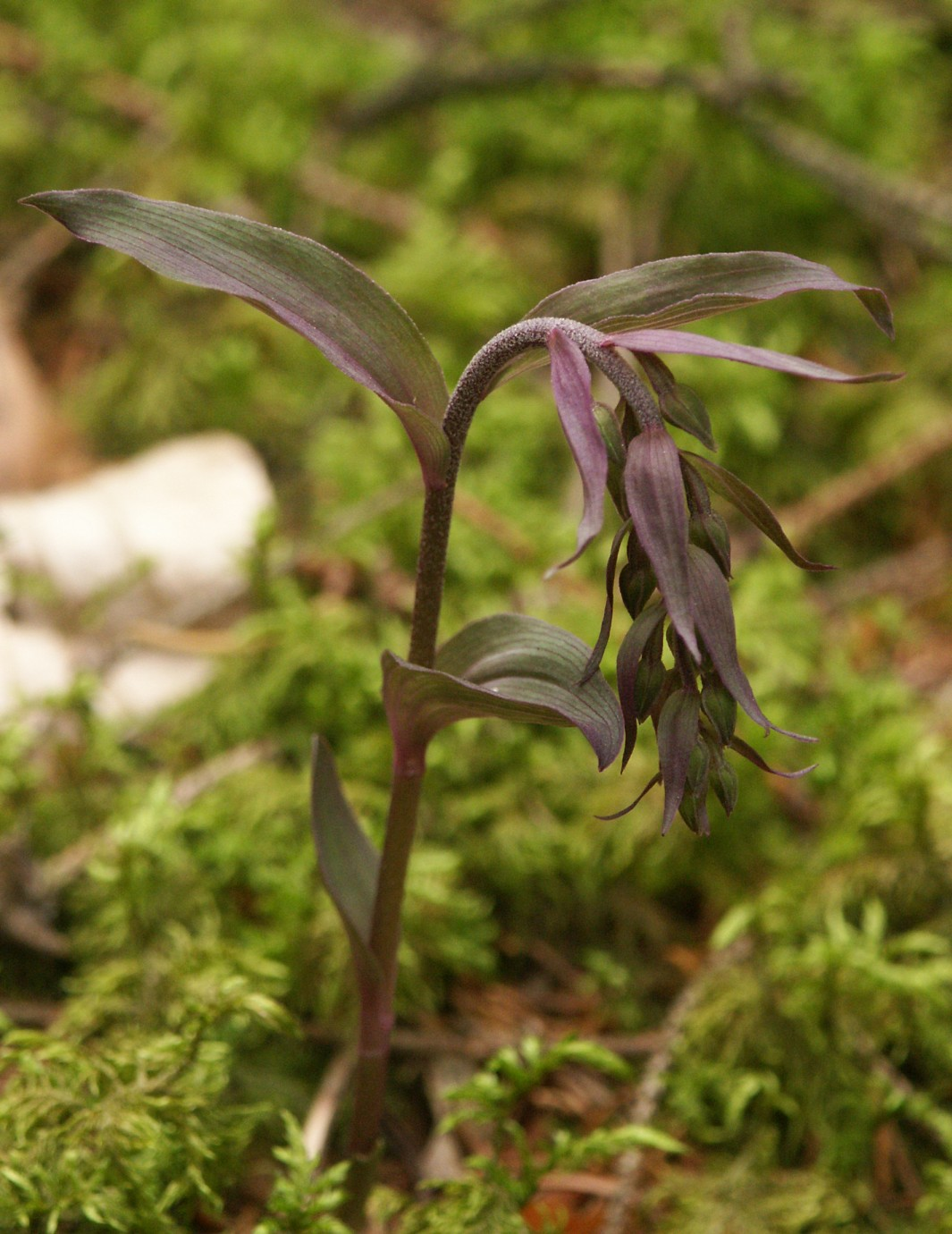
Le foglie

Le foglie a disposizione spiralata lungo il fusto, sono intere a forma lanceolata o strettamente ovale e con apice acuto; sono sessili, amplessicauli e carenate centralmente. Diverse evidenti nervature percorrono longitudinalmente le foglie. Quelle superiori sono progressivamente più ristrette, mentre quelle mediane sono lunghe quanto l'internodo corrispondente. Le foglie sono colorate di grigio-verde con sfumature violette.

### Infiorescenza

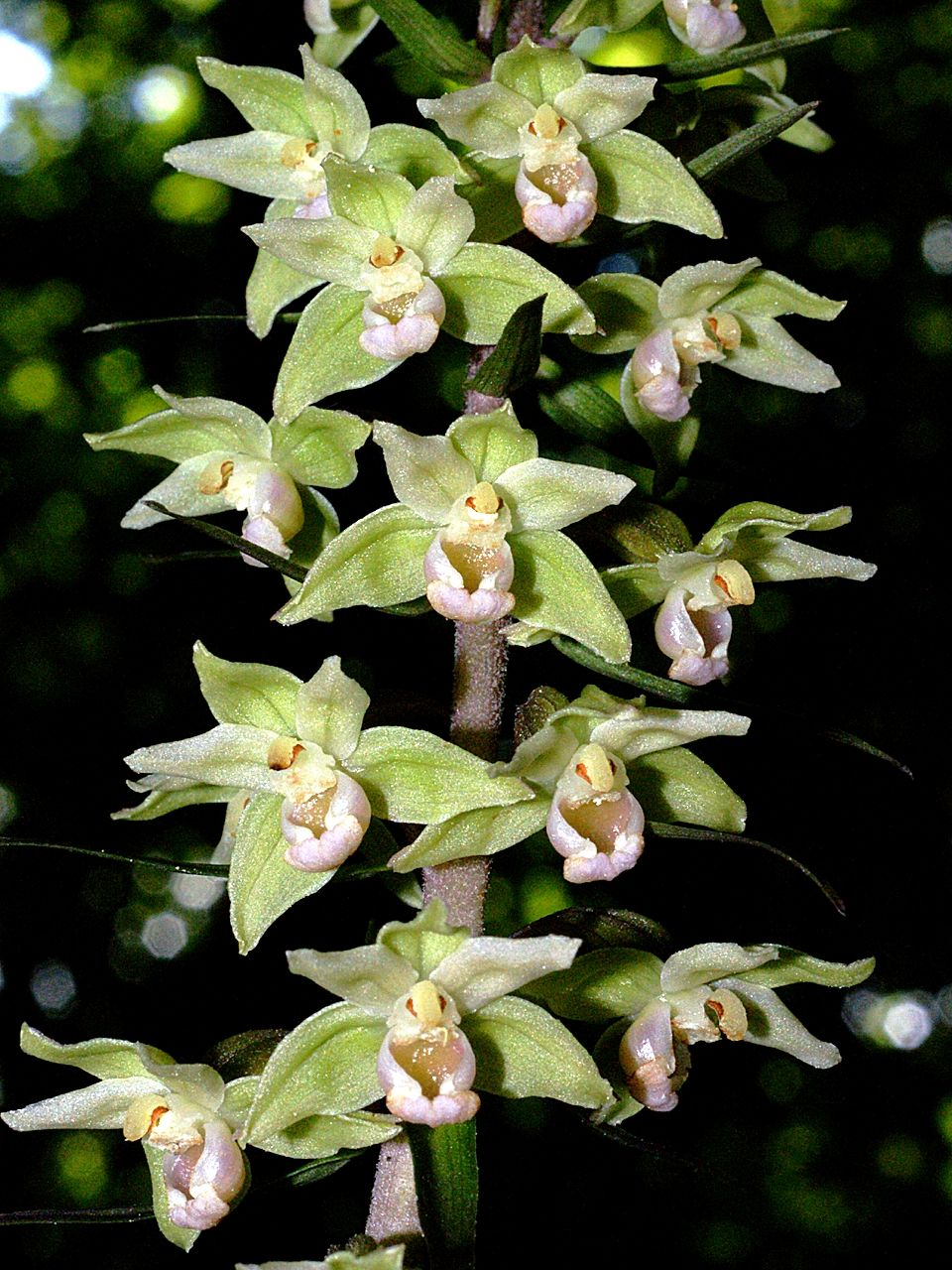
Infiorescenza

L'infiorescenza è un racemo terminale piuttosto denso con numerosi fiori penduli (o inclinati, o orizzontali) e pedicellati; la disposizione è leggermente unilaterale. Alla base del pedicello sono presenti delle brattee erbacee a forma lanceolata (quelle inferiori a volte sono più lunghe dei fiori stessi). Queste brattee sono di tipo fogliaceo e quelle più basse sono molto simili alle foglie superiori e sono più lunghe dei fiori, mentre quelle superiori sono progressivamente più piccole; tutte sono pendule come i fiori. I fiori sono resupinati, ruotati sottosopra tramite torsione del pedicello (e non dell'ovario come nel genere Cephalanthera)

### Fiore

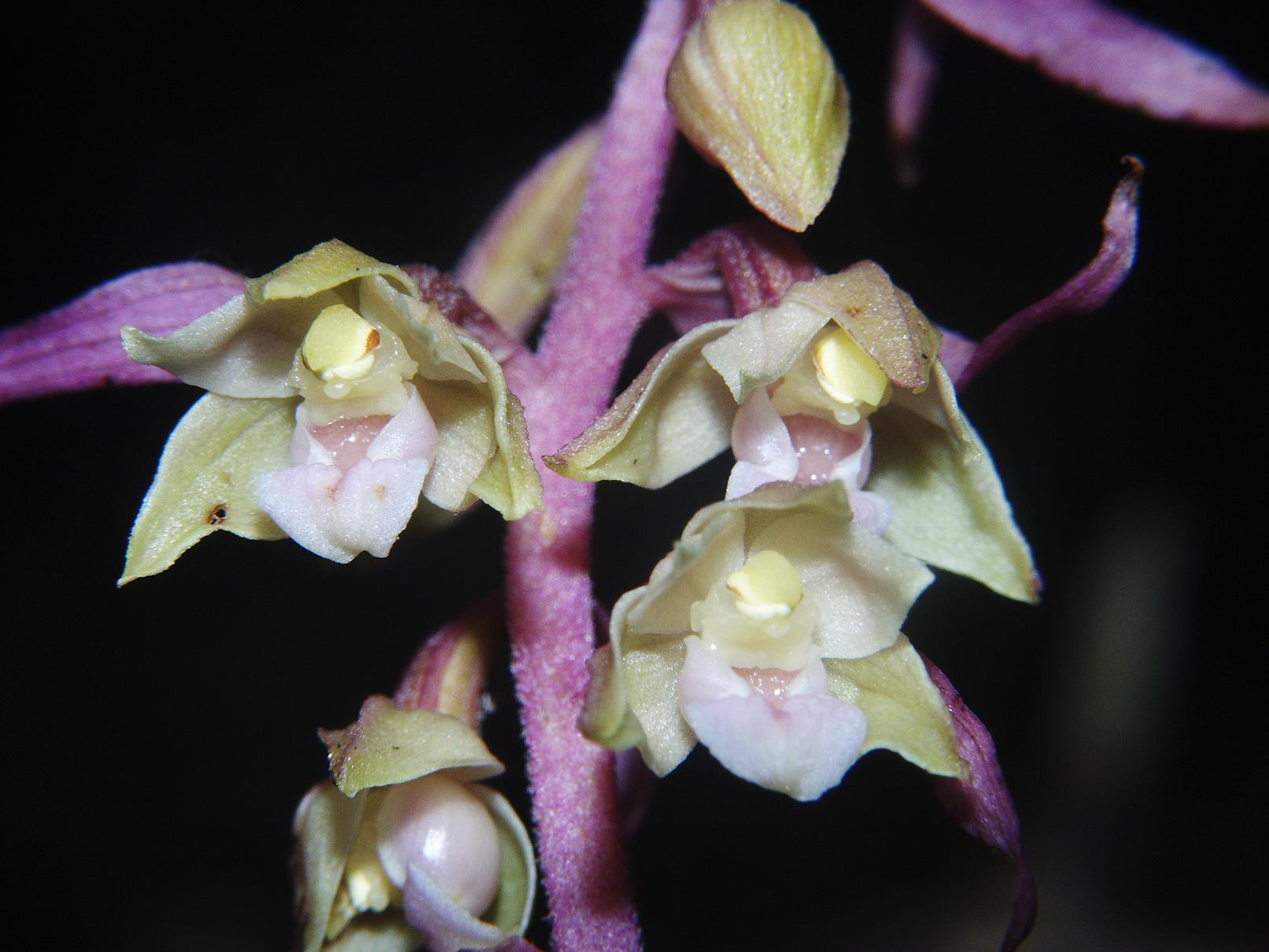
I fiori

I fiori sono ermafroditi ed irregolarmente zigomorfi, pentaciclici (perigonio a 2 verticilli di tepali, 2 verticilli di stami, 1 verticillo dello stilo). I fiori all'esterno sono colorati normalmente di verde e sono debolmente profumati. Dimensione del fiore: 10 – 18 mm.
- Formula fiorale: per queste piante viene indicata la seguente formula fiorale:

P 3+3, [A 1, G (3)]
- Perigonio: il perigonio è composto da 2 verticilli con 3 tepali ciascuno (3 interni e 3 esterni) di forma più o meno lanceolata, liberi e patenti; il primo verticillo (esterno) ha 3 tepali di tipo sepaloide (simili ai sepali di un calice); hanno l'apice acuto e sono verdastri; nel secondo verticillo (interno) il tepalo centrale (chiamato “labello”) è notevolmente diverso rispetto agli altri due laterali che si presentano più ottusi e colorati come i tre tepali esterni solo un po' più chiari: quindi in definitiva i cinque tepali (3 esterni e 2 interni) sono molto simili tra di loro.
- Labello: il labello è diviso in due sezioni; la porzione posteriore del labello (basale, chiamata ipochilo) è concava e stretta, mentre quella anteriore (apicale, chiamata epichilo) è più allargata e appena incurvata verso il basso. La colorazione del labello è porporino chiaro quasi biancastro; al centro della porzione posteriore e presente una macchia rosata ma sempre chiara. Nel mezzo tra l'ipochilo e l'epichilo è presente una strozzatura che collega le due parti. Il labello è inoltre privo di callosità evidenti e non è speronato come in altri generi e l'ipochilo è nattarifero.

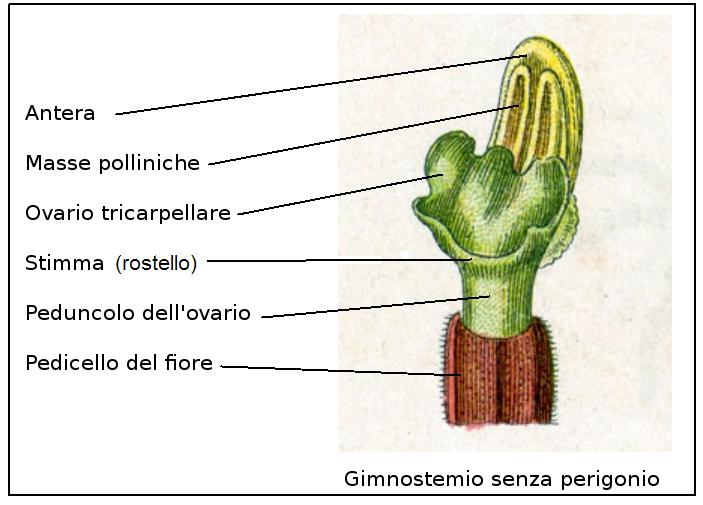
Descrizione del gimnostemio

- Ginostemio: lo stame con la rispettiva antera biloculare è concresciuto con lo stilo e forma una specie di organo colonnare chiamato ginostemio[5]. Il colore di questo organo è fondamentalmente giallastro. L'ovario è infero, piriforme-globoso (2 volte più lungo che largo) ed è formato da tre carpelli fusi insieme, sorretto da un peduncolo incurvato. Il polline è più o meno incoerente ed è conglutinato in due masse cerose polliniche bilobe (una per ogni loculo dell'antera); queste masse sono prive di “caudicole” (filamento di aggancio all'antera). Il rostello è globoso.
- Fioritura: da giugno ad settembre.

### Frutti
Il frutto è una capsula obovoide (o esagonale) a più coste contenente moltissimi, minuti semi. Anche le capsule, come i fiori, sono orizzontali o pendule.

## Riproduzione
La riproduzione in queste piante avviene tramite l'impollinazione: sono piante nettarifere, quindi abbiamo una impollinazione entomofila (vespe, api e ditteri).

## Distribuzione e habitat
- Geoelemento: il tipo corologico (area di origine) è Subatlantico ma anche Europeo.
- Diffusione: sulle Alpi italiane si trova nelle province di Bergamo e Brescia. In altre zone delle Alpi questa pianta è presente nelle Alpi francesi ( Drôme, Isère, Savoia, Alta Savoia), in Austria (Tirolo, Carinzia, Salisburgo, Stiria) e Slovenia. Sui rilievi europei si trova nella Foresta Nera, Pirenei, Massiccio Centrale, Massiccio del Giura, Carpazi e Monti Balcani.
- Habitat: l'habitat tipico sono i boschi di faggete, ma anche castagneti, carpineti, betuleti, leccete e querceti. Il substrato preferito è calcareo o calcareo/siliceo con pH basico e bassi valori nutrizionali del terreno che deve essere mediamente umido.
- Diffusione altitudinale: sui rilievi queste piante si possono trovare dai 500 fino ai 1000 m s.l.m.; frequentano quindi i seguenti piani vegetazionali: collinare e montano.

### Fitosociologia
Dal punto di vista fitosociologico la specie Epipactis purpurata appartiene alla seguente comunità vegetale: 
Formazione: delle comunità forestali
Classe: Carpino-Fagetea
Ordine: Fagetalia sylvaticae

## Tassonomia
Le Orchidaceae è una delle famiglie più vaste della divisione tassonomica delle Angiosperme; comprende 788 generi e più di 18500 specie. Il genere Epipactis comprende circa 70 specie diffuse in Europa, in Asia e in America, delle quali circa una decina sono spontanee della flora italiana. 

Il Sistema Cronquist assegna la famiglia delle Orchidaceae all'ordine Orchidales mentre la moderna classificazione APG la colloca nel nuovo ordine delle Asparagales. Sempre in base alla classificazione APG sono cambiati anche i livelli superiori (vedi tabella a destra).

	
Il genere Epipactis, insieme al genere Cephalanthera, appartiene (secondo la suddivisione più in uso tra i botanici) alla sottofamiglia delle Epidendroideae caratterizzata dall'avere lo stame (l'unico fertile) ripiegato sopra il ginostemio e il labello composto da due pezzi distinti: ipochilo e epichilo; e al livello inferiore alla tribù delle Neottieae, una delle quattro tribù nelle quali si usa suddividere le orchidee (relativamente alle specie spontanee del territorio italiano).

Il numero cromosomico di E. purpurata è: 2n = 40

### Ibridi
Con la specie Epipactis helleborine la pianta Epipactis purpurata forma il seguente ibrido interspecifico:
- Epipactis × schulzei P. Fourn. (1928)

### Sinonimi
La specie Epipactis purpurata ha avuto nel tempo diverse nomenclature (oltre 40 secondo alcune liste). L'elenco che segue indica alcuni tra i sinonimi più frequenti:
- Epipactis latifolia subsp. purpurata (Sm.) K.Richt. (1890)
- Helleborine purpurata (Sm.) Druce (1909)
- Epipactis violacea (Dur.-Duq.) Boreau (1857)

### Specie simili
In genere tutte le Epipactis sono abbastanza simili nella forma del fiore. Qui ricordiamo alcune specie (tralasciando le varie sottospecie) quali: 
- Epipactis muelleri Godfery – Eleborina di Mueller: i fiori sono in prevalenza verdastri.
- Epipactis microphylla (Ehrh.) Swartz. - Elleborina minore: è una specie con poche e piccole foglie.
- Epipactis atrorubens (Hoffm.) Besser - Elleborina violacea: i fiori sono bruno-rosei.
- Epipactis palustris (L.) Crantz – Elleborina palustre: i fiori sono bruno-purpureo tendente al biancastro.
- Epipactis leptochila (Godfery) Godfery - Elleborina a labello sottile: è una specie con labello poco sviluppato

## Conservazione
Come tutte le orchidee è una specie protetta e quindi ne è vietata la raccolta e il commercio ai sensi della Convenzione sul commercio internazionale delle specie minacciate di estinzione (CITES).